# 老糧倉鎮
老糧倉鎮（ろうりょうそうちん）は中華人民共和国湖南省長沙市寧郷市の鎮。

## 行政区画
- 老糧倉社区
- 唐市社区
- 楚江村
- 老糧村
- 紅旺村
- 石梁村
- 長田村
- 大竜村
- 插花村
- 楊華江村
- 回春堂村
- 石清村
- 唐市村
- 金石村
- 仙洪壩村
- 双舞村
- 藕塘湾村
- 新鄭村
- 毛公村
- 竹溪壩村
- 星光村
- 石家山村

## 経済

### 名物・特産品
- 珠宝
- ミカン属
- たばこ

## 地理
老糧倉鎮は寧郷市の西部に位置し、北は黄材鎮、横市鎮と、東は双鳧鋪鎮と、南東は灰湯鎮と、南西は流沙河鎮とそれぞれ接している。
- 河川：楚江
- 山：望北峰、爛山峡

## 教育
- 高級中学：寧郷六中
- 初級中学：老糧倉中学、毛公橋中学、唐市中学
- 小学校：老糧倉中心小学、老糧倉完小、唐市小学

## 交通

### 鉄道
- 洛湛線

### 道路
- 省道：S209、1810省道

## 観光
- 雲山学校